# Esomus rehi
Esomus rehi és una espècie de peix cipriniforme de la família dels ciprínids.